# Graminicola
A Graminicola  a madarak osztályának verébalakúak (Passeriformes) rendjébe és a Pellorneidae családjába tartozó nem.

## Rendszerezésük
A nemet Thomas C. Jerdon írta le 1863-ban, jelenleg az alábbi 2 faj tartozik ide:
- Graminicola bengalensis
- Graminicola striatus

## Előfordulásuk
Dél- és Délkelet-Ázsiában honosak. A természetes élőhelyük a szubtrópusi vagy trópusi szezonálisan elárasztott legelők, valamint édesvizű tavak, mocsarak, folyók és patakok környéke. Állandó, nem vonuló fajok.